# Schloss Ujazdów

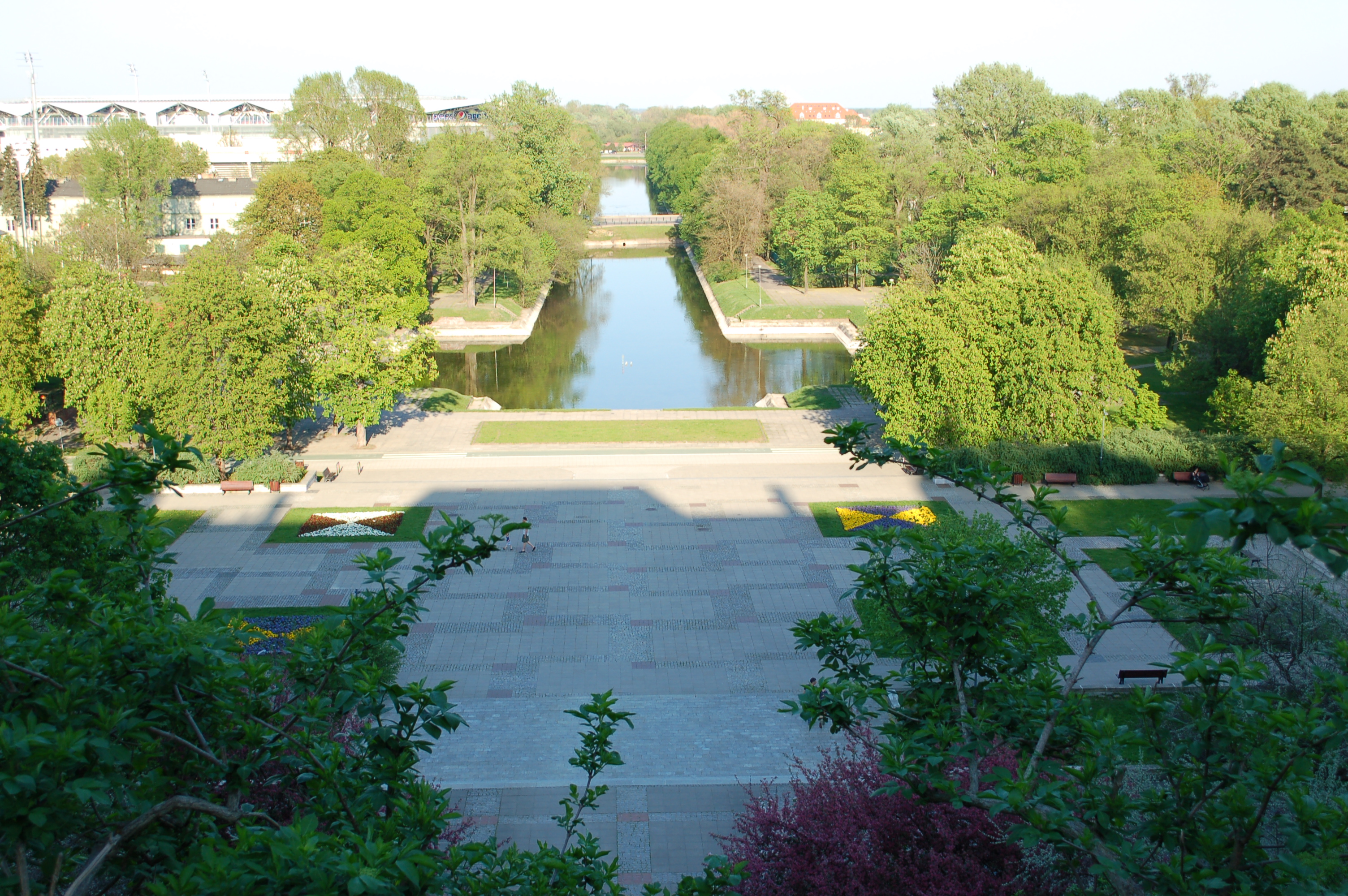
Der Agrykola-Park mit dem Piaseczyński-Kanal

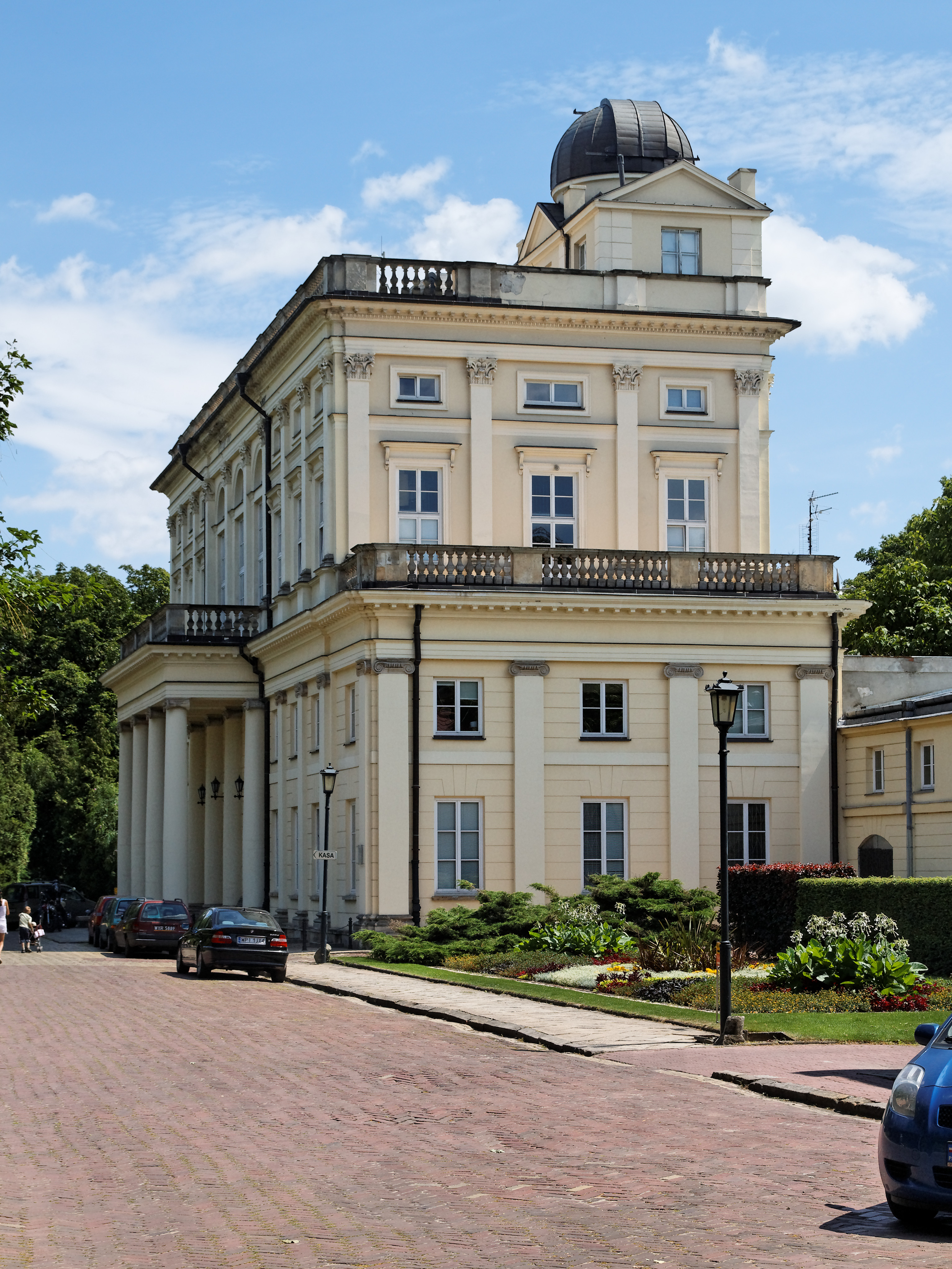
Sternwarte im Botanischen Garten

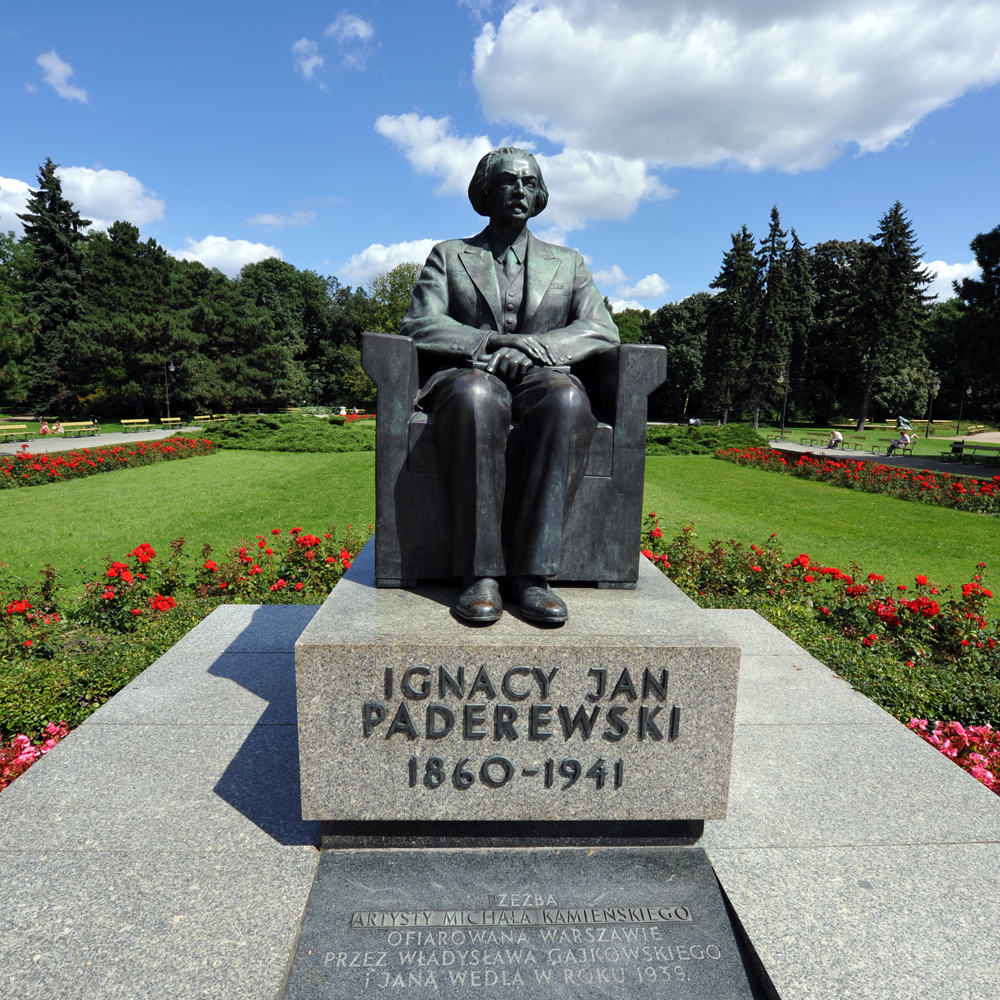
Ujazdowski-Park – Paderewski-Denkmal

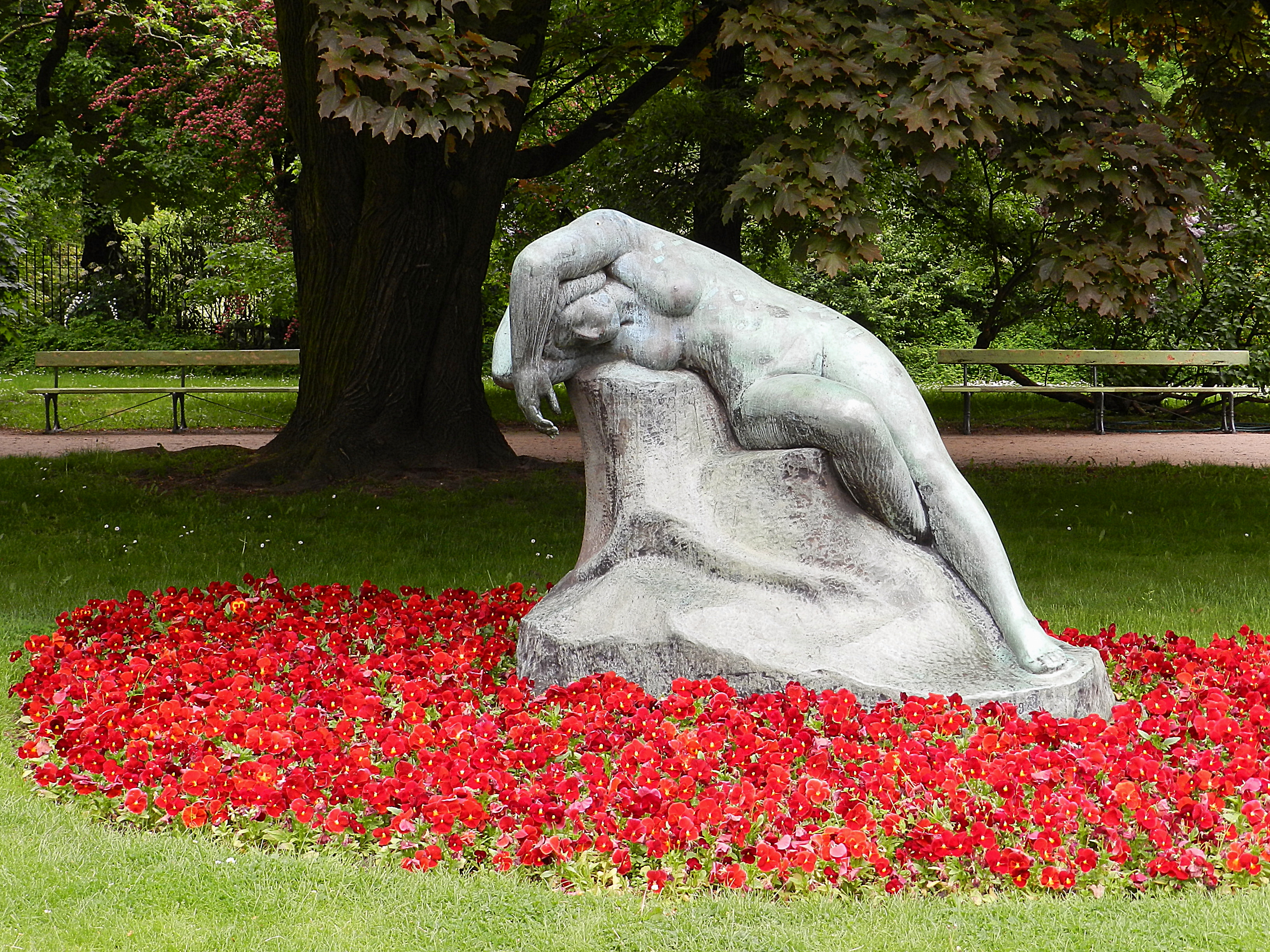
Ujazdowski-Park – Eva

Das Schloss Ujazdowski (eigentlich Schloss Ujazdów; polnisch Zamek Ujazdowski) befindet sich in der polnischen Hauptstadt Warschau an den Aleje Ujazdowskie, einem Teil des Warschauer Königsweges. Südlich der Innenstadt gelegen, ist es von ausgedehnten Parkanlagen umgeben.

## Die Siedlung Jazdów
Auf dem Gelände befand sich ursprünglich eine mittelalterliche Burg der Herzöge von Masowien mit dem Namen Jazdów. Um diese Burg entstand eine Siedlung, die in den 1260ern vom litauischen König Mindaugas I. zerstört wurde. Die Siedlung Jazdów wurde auf einer Anhöhe oberhalb der Weichsel angelegt, nachdem die Siedlung in Brody im 11. Jahrhundert zerstört worden war. Nach der Zerstörung von Jazdów siedelten sich die Warschauer Handwerker und Kaufleute nördlicher, nämlich auf dem Gebiet der heutigen Altstadt an. Auf dem Gebiet der Burg Ujazdów (Burg bei Jazdów) entstand ein kleines Jagdschloss, das später zum Schloss Ujazdów ausgebaut wurde.

## Schloss Ujazdów
Das Jagdschloss wurde von König Zygmunt II. zu einem Königsschloss erweitert, in dem seine Mutter Königin Bona Sforza nach dem Tod ihres Gemahls Zygmunt I. zeitweise wohnte. Von 1620 bis 1624 ließ Zygmunt III. das Schloss von Matteo Castello zu einer barocken Festung mit einem quadratischen Innenhof ausbauen. Während der Schlacht bei Warschau diente das Schloss dem schwedischen König Karl X. Gustav im Juli 1656 als Hauptquartier. Nach seinem Abzug ließen der König und Carl Gustaf Wrangel das Schloss plündern und auch Baudetails abbauen und nach Schweden verfrachten, wo sie wohl allerdings nie ankamen. 1683 erwarb Kronmarschall Lubomirski das Schloss und ließ es umgestalten. Einer der beteiligten Architekten war Tylman van Gameren. Der letzte polnische König Stanisław August Poniatowski erwarb 1764 das Schloss und übereignete das Gelände 1784 der Stadt Warschau, das Schloss und seine Nebenanlagen dienten zunächst als Kaserne und in den folgenden fast 150 Jahren bis zum Zweiten Weltkrieg als Militärkrankenhaus. Es wurde während der deutschen Besetzung Polens von der Wehrmacht in Brand gesetzt und dabei zu 40 % zerstört. Nach dem Krieg wurde es nicht wiederaufgebaut, sondern seine Überreste 1954 auf Befehl des damaligen Marschalls Rokossowski abgetragen. An dessen Stelle sollte das Theater der Polnischen Armee entstehen. Erst 1975 wurde es im ursprünglichen, frühbarocken Stil rekonstruiert.

### Centrum Sztuki Współczesnej Zamek Ujazdowski
1981 wurde es zum Sitz des ambitionierten Zentrums für Zeitgenössische Kunst (poln. Centrum Sztuki Współczesnej Zamek Ujazdowski). Zeitgenössische bildende Kunst, Musik und Theater, Film und Video sind Thema von Ausstellungen und Künstler-Workshops.

## Agrykola-Park
Der Agrykola-Park umgibt das Ujazdów-Schloss und schließt sich südlich des Ujazdów-Parks und nördlich des Łazienki-Parks an. Westlich des Schlosses befindet sich der mehrere hundert Meter lange Piaseczyński-Kanal, der, mit einer Fontäne ausgestattet, in Richtung Weichselufer führt.

## Botanischer Garten
Zwischen dem Agrykola-Park und dem Łazienki-Park befindet sich der Botanische Garten, der Anfang des 19. Jahrhunderts von der Universität Warschau angelegt wurde und in dem heute über 7.000 Pflanzen blühen. Michał Szubert schuf ihn von 1817 bis 1819 an der Stelle eines früheren Englischen Parkes. Neben der Sternwarte befinden sich hier auch die Fundamente des ursprünglich weltlich konzipierten Tempels der Göttlichen Vorsehung, mit dessen Bau zu Ehren der Verfassung vom 3. Mai 1791 im Jahr 1792 unter Jakub Kubicki begonnen wurde. Nach der Zweiten Teilung Polens 1793 wurde der Bau eingestellt. Im Jahr 2017 wurde stattdessen ein neuer Tempel der Göttlichen Vorsehung (Świątynia Opatrzności Bożej) eingeweiht, ein moderner Bau in Miasteczko Wilanów, nunmehr als katholische Kirche.

## Ujazdów-Park
Der Ujazdów-Park wurde von Franciszek Szanior in den Jahren 1893 bis 1896 angelegt. Der Park nimmt eine Fläche von fast 6 ha ein und schließt sich im Norden an das Schloss Ujazdów, bzw. die Parkanlage Agrykola und den Łazienki-Park an. Der Platz der Weggabelungen (polnisch Plac na Rozdrożu) befindet sich im Schnittpunkt der drei Parkanlagen. Im Westen werden sie von den Aleje Ujazdowskie begrenzt. Im Park befand sich einst eine orthodoxe Kirche an einem künstlichen See. Heute stehen im Park mehrere Denkmäler, „Die Brücke“ von William Lindley, die „Personenwaage“ von 1898, der „Gladiator“ von Pius Wieloński von 1892, die Statue „Eva“ von Edward Wittig (1930), das Paderewski-Denkmal von Michał Kamieński von 1938 sowie der „Perseus“ von Theodor Charles Gruyer von 1972.

## Andere Warschauer Parkanlagen
- Warschauer Königsweg
- Sächsischer Garten
- Krasiński-Park
- Gärten des Königsschlosses
- Wilanów-Palast